# Kotsiatis
Kotsiatis är en ort i Cypern.   Den ligger i distriktet Eparchía Lefkosías, i den centrala delen av landet, 18 km söder om huvudstaden Nicosia. Kotsiatis ligger 282 meter över havet och antalet invånare är 122. Den ligger på ön Cypern.
Terrängen runt Kotsiatis är platt åt nordost, men åt sydväst är den kuperad. Trakten runt Kotsiatis är ganska tätbefolkad, med 56 invånare per kvadratkilometer. Närmaste större samhälle är Nicosia, 18,0 km norr om Kotsiatis. Trakten runt Kotsiatis är i huvudsak ett öppet busklandskap.